# Resolució 2297 del Consell de Seguretat de les Nacions Unides
La Resolució 2297 del Consell de Seguretat de les Nacions Unides fou adoptada per unanimitat el 7 de juliol de 2016. El Consell va ampliar el consentiment concedit a la Unió Africana per mantenir l'AMISOM a Somàlia fins al 31 de maig de 2017.

## Contingut
L'AMISOM havia tingut un paper clau en la millora de la seguretat a Somàlia. Va agrair la seva contribució a països com Burundi, Djibouti, Etiòpia, Kenya i Uganda, així com la Unió Europea, que havia contribuït significativament a la missió. Tanmateix, el Consell encara era preocupat per les activitats d'Al-Xabab i Estat Islàmic, així com pels disturbis al proper Iemen.
El Consell de Seguretat va seguir al Secretari General Ban Ki-moon, qui considerava que la situació a Somàlia no es prestava a una operació de manteniment de la pau de l'ONU. L'ONU proporcionava suport logístic a la força de pau de la Unió Africana. El consentiment dels Estats membres de la Unió Africana a aquesta força de manteniment de la pau es va ampliar fins al 31 de maig de 2017. AMISOM, amb un límit de tropes de 22.126 tropes, havia de lluitar contra Al-Xabab juntament amb l'exèrcit somali.
L'exèrcit somali ha estat construït amb el suport de donants internacionals. Aviat s'hi integraria l'exèrcit de la regió autònoma de Puntland. A més, era important que les eleccions previstes a Somàlia continuessin com era previst. Es va demanar al Secretari General que realitzés una avaluació de l'AMISOM juntament amb la Unió Africana després d'aquestes eleccions, per garantir que la missió estigués disposada a donar suport a la propera fase política a Somàlia. Es va demanar que formulés opcions i recomanacions per a abril de 2017.